# Яґатово
Яґатово (пол. Jagatowo, нім. Jetau) — село в Польщі, у гміні Прущ-Гданський Ґданського повіту Поморського воєводства.
Населення — 916 осіб (2011).

## Демографія
Демографічна структура станом на 31 березня 2011 року:
|          | Загалом | Допрацездатний вік | Працездатний вік | Постпрацездатний вік |
| -------- | ------- | ------------------ | ---------------- | -------------------- |
| Чоловіки | 466     | 106                | 329              | 31                   |
| Жінки    | 450     | 112                | 271              | 67                   |
| Разом    | 916     | 218                | 600              | 98                   |